# Classificazione dei rotabili delle Ferrovie dello Stato italiane
Per praticità di gestione, i veicoli ferroviari devono seguire schemi di classificazione rigidi, che permettano di identificare in modo univoco ogni singola locomotiva, carrozza o carro in servizio sulla rete.
Le Ferrovie dello Stato italiane hanno usato in epoche diverse differenti sistemi di classificazione per i vari tipi di rotabile.

## Classificazione generica

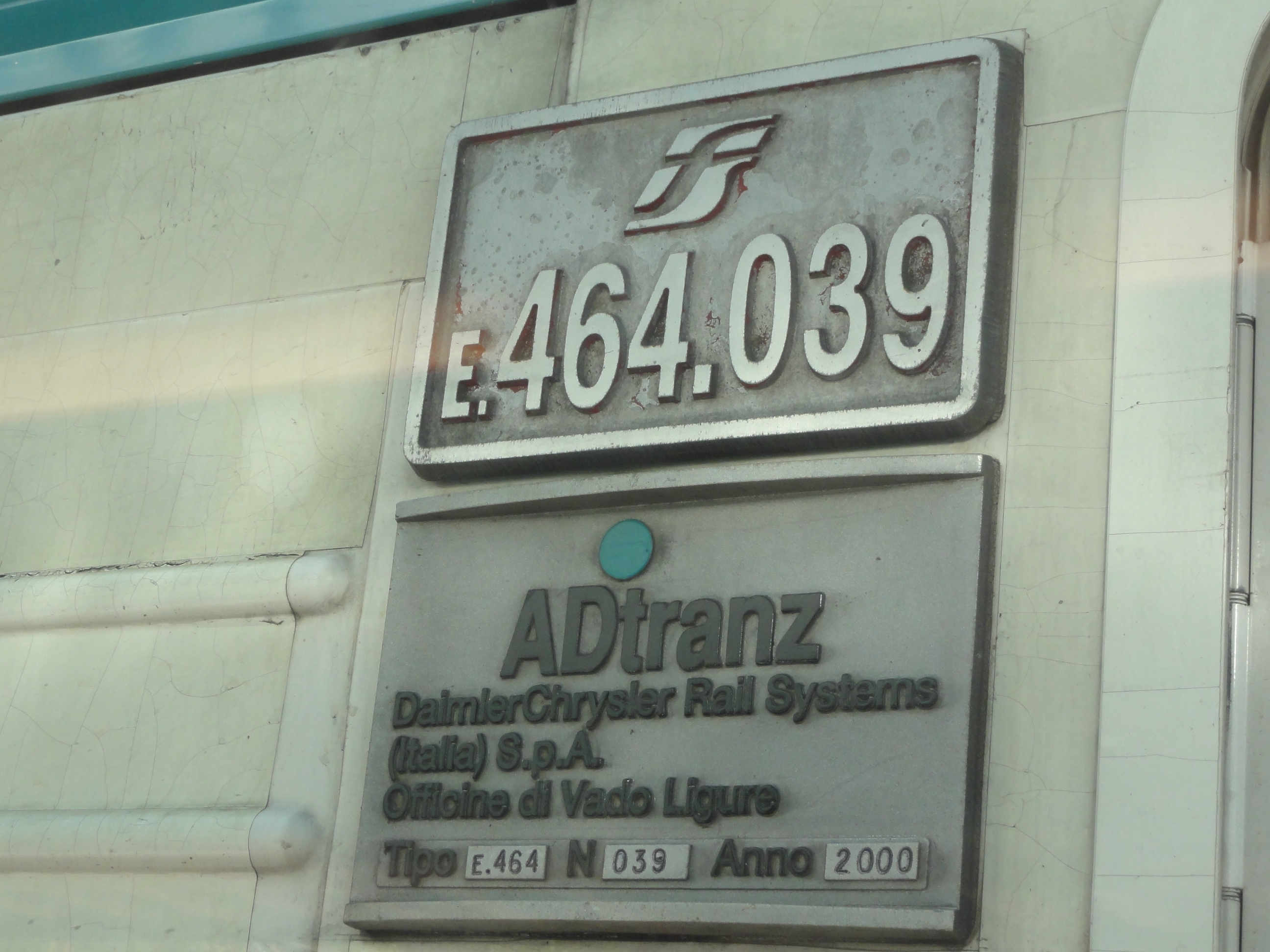
Le targhe di identificazione della locomotiva FS E.464.039. In alto la targa con gruppo e matricola. In basso la targa del costruttore.

I mezzi di trazione possono essere divisi, per tradizione, secondo tre livelli:
- Classe: indica a quale tipologia di locomotiva un mezzo appartiene, per tipo di alimentazione.
- Tipo: indica le caratteristiche essenziali della struttura, principalmente il rodiggio
- Gruppo: indica l'insieme di locomotive dalle caratteristiche simili o uguali

A questi si aggiunge la Serie, che raccoglie i mezzi di uno stesso gruppo in sottogruppi caratterizzati da diversi produttori, o da diverse commesse, periodi di costruzione, caratteristiche leggermente modificate ecc.
Questa classificazione, che risale al XIX secolo, deriva dagli usi tradizionali delle ferrovie europee, e venne mantenuta anche dalle neonate Ferrovie dello Stato con una decisione del 10 settembre 1905 (poco più di due mesi dopo la loro costituzione), che di fatto formalizzava la classificazione usata dalla ex Rete Adriatica.
Un esempio di questa classificazione lo possiamo vedere su una locomotiva FS E.656:
- Classe: locomotiva elettrica
- Tipo: Tipo 6/6 (la cifra indica il numero di assi motori/assi totali, ed è una vecchia formula di indicazione del rodiggio caduta in disuso in Italia).
- Gruppo: E.656 (dove il 5 è il numero usato per distinguere gruppi del medesimo tipo, ad es. 6/6)

A seguito del nome del gruppo si aggiunge il numero di immatricolazione dell'esemplare in questione. Non è detto che i numeri siano sempre progressivi (anche se di solito è così): vi sono casi in cui numeri differenti, addizionati di qualche centinaio di unità rispetto a quelli progressivi, sono stati assegnati a diversi costruttori o a macchine che hanno subito modifiche.
Inoltre, è frequente il caso in cui tra due veicoli identici entri in servizio prima quello dal numero progressivo più elevato: può accadere in genere perché la costruzione del primo mezzo iniziato (e battezzato ad esempio 001) è stata rallentata o ha incontrato ostacoli mentre quella dell'esemplare 002 è stata più rapida, o può accadere che diversi gruppi numerici vengano assegnati a diversi produttori che consegnano con scadenze diverse.
A proposito dei dati storici di un qualsiasi gruppo di rotabili ferroviari vale la pena trascrivere due punti dell'introduzione dell'ingegner Fabio Cherubini, ex dirigente del Servizio Materiale e Trazione delle FS e divulgatore ferroviario, a una delle sue pubblicazioni: "La massima cura è stata posta nell'individuare i costruttori e gli anni di costruzione delle singole unità sulla base dei documenti FS, ma non si possono escludere errori o imperfezioni di varia origine. Neppure le targhe dei costruttori danno una certezza assoluta [...]". Valga quale esempio quello delle locomotive elettriche FS E.332, che furono consegnate dai costruttori all'azienda committente nel 1917 ma che avevano targhe dichiaranti quale anno di costruzione il 1915.

## Numero del gruppo
Il numero del gruppo in passato era indicativo delle prestazioni e della struttura del veicolo. Questa correlazione è andata perdendosi nel secondo dopoguerra, ma è ancora riscontrabile nelle locomotive appartenenti ai gruppi più vecchi.

### Locomotive elettriche a corrente alternata trifase a frequenza ridotta
La scelta del numero del gruppo derivava dall'indicazione di alcune prestazioni della macchina.
La prima cifra indicava il numero degli assi motorizzati, cioè degli assi che erano in grado di generare trazione essendo collegati ai motori elettrici della macchina.
La seconda cifra poteva essere 3 o 5: 3 indicava i mezzi adibiti a servizio passeggeri, 5 indicava i merci.
La terza cifra era un numero progressivo per distinguere macchine simili ma appartenenti a gruppi diversi. Per esempio, la E.333 era il terzo modello prodotto, in ordine di tempo, di locomotiva a tre assi motori per treni passeggeri.

### Locomotive elettriche a corrente continua e politensione (c.c. e c.a. monofase)
Per queste locomotive la scelta del numero è leggermente diversa. Il primo numero indica sempre gli assi motori, mentre il terzo, all'origine indicava il numero dei motori installati.
L'ordine progressivo, utile a distinguere la macchina da gruppi con la stessa struttura, è assegnato alla seconda cifra, e storicamente parte dalla cifra 2 invece che dall'uno. Il motivo di questa bizzarra scelta è dubbio, e vi sono varie teorie:
- La più probabile è che la seconda cifra indicasse il numero di carrelli di cui era dotata la macchina: ciò vale per tutte le prime locomotive elettriche a c.c. delle FS (E626, E428 ed E326, con due carrelli alle estremità e gli assi centrali fissi o comunque solidali ai semitelai, E636 ed E424, a 3 e 2 carrelli totali rispettivamente)

- In alternativa, potrebbe essere dovuto al fatto che in origine quella cifra avrebbe dovuto indicare il numero di carrelli, che per la prima generazione di locomotive era sempre pari a 2.

- Una terza ipotesi, infine, è che la cifra mediana avrebbe dovuto indicare il tipo di alimentazione,con il 2 ad indicare la corrente continua.

In, ogni caso, in seguito, trovandosi nella necessità di variare un numero della sigla, le FS scelsero di cambiare quello meno indicativo, ossia quello centrale; tuttavia, la E633 rispetta nuovamente i criteri della prima ipotesi.
In casi particolari la cifra del numero di motori poteva essere cambiata. Se la locomotiva era una versione merci di una locomotiva passeggeri, o una versione dal rapporto di trasmissione modificato, il numero veniva cambiato di una unità e reso dispari: un esempio di questa pratica sono le E.632/E.633 o le E.646/E.645.
Nel tempo al numero del gruppo si affiancarono altri sistemi di classificazione sperimentali, che però non divennero standard. Tra questi l'uso della livrea cosiddetta navetta per indicare le unità in grado di comporre convogli reversibili, o le due stelline dipinte sui panconi di alcune E.428 che indicavano l'installazione di dispositivi antiserpeggio (gruppo E.428**).
Questa classificazione oggi non è più usata in modo rigido: ad esempio le recenti E.412 montano 4 motori e non due. In genere, la codifica risulta valida solo per le locomotive con motori a corrente continua e non per le locomotive con motori asincroni trifase (i gruppi più recenti: E.402, E.404, E.405, E.412). L'ultimo esempio di locomotiva entrata in servizio rispettando la regola di cent'anni fa è la E.464.

### I soprannomi
Negli anni 1970 nelle Ferrovie dello Stato si diffuse la consuetudine ad attribuire, mediante concorsi sulla stampa aziendale, un soprannome semi-ufficiale ai nuovi gruppi di locomotive in seguito al successo dell'epiteto ironico tartaruga attribuito alla prima locomotiva veloce delle FS: la E.444. La pratica ottenne un certo consenso, più tra gli appassionati che tra i ferrovieri, rimanendo fino alla E.632, la prima serie elettronica costruita su larga scala. Dopo di ciò la pratica venne però abbandonata limitando l'uso del soprannome ad alcune unità particolari quasi soltanto tra gli operatori del settore.
Le macchine con soprannomi ufficiali sono:
- E.444: Tartaruga
- E.656: Caimano
- E.632/633/652: Tigre

Ebbero in seguito un soprannome anche alcune vecchie unità ricostruite o modificate
- E.636.080: Verona
- E.636.284: Camilla
- E.428.226 Pirata, unica unità della serie in livrea Navetta, nome mai ufficializzato.

## Locomotive

### A vapore
All'istituzione delle Ferrovie dello Stato (1º luglio 1905) furono riscattate le locomotive a vapore provenienti dalle reti Adriatica, Mediterranea e Sicula.
La nuova compagnia classificò le locomotive in gruppi, indicati da un numero a 3 cifre. I numeri di gruppo vennero assegnati secondo il rodiggio, secondo questo schema:
- Locomotive con tender separato
  - rodiggio 1A1: gruppi da 100 a 103
  - rodiggio B1: gruppi da 110 a 116
  - rodiggio 1B: gruppi da 117 a 192
  - rodiggio C: gruppi da 200 a 397
  - rodiggio D: gruppi da 400 a 451
  - rodiggio 2B: gruppi da 499 a 560
  - rodiggio 1C: gruppo 600
  - rodiggio 2C: gruppi da 650 a 690
  - rodiggio 1D: gruppi da 720 a 745
  - rodiggio 1D1: gruppo 746
  - rodiggio 2D: gruppo 750
- Locomotive-tender
  - rodiggio B: gruppi da 800 a 801
  - rodiggio B1: gruppi da 802 a 803
  - rodiggio 1B: gruppi da 804 a 815
  - rodiggio C: gruppi da 820 a 871, e gruppi 885 e 898
  - rodiggio C: gruppi da 874 a 880
  - rodiggio D: gruppi da 893 a 896
  - rodiggio E: gruppo 897
  - rodiggio C1: gruppo 900
  - rodiggio 1C: gruppo 902
  - rodiggio 1C1: gruppo 910
  - rodiggio 2C2: gruppo 915
  - rodiggio 1D1: gruppo 940

Già nel 1907, in seguito al riscatto della rete delle Strade Ferrate Meridionali, fu necessario rinumerare molti gruppi ed inserirne di nuovi, con la conseguenza che la successione dei gruppi non rispondeva più allo schema originario, fatta eccezione per la distinzione fra locomotive con tender separato e locomotive-tender.
Inizialmente, ogni locomotiva possedeva un numero identificativo a quattro cifre, di cui le prime tre corrispondevano al numero del gruppo, e la quarta a un numero progressivo; per i gruppi con più di 10 unità anche la terza cifra cresceva progressivamente, e per i gruppi con più di 100 unità anche la seconda. Ad esempio, le 394 locomotive del gruppo 215 erano numerate da 2151 a 2544, impedendo così di istituire eventuali gruppi da 216 a 254
Successivamente, per ridurre i vincoli di questo sistema di numerazione, moltiplicatisi con l'estendersi del parco, per alcuni gruppi venne introdotto un numero progressivo a cinque cifre.
La marcatura a 5 cifre rimase fino al 6 giugno 1917 quando l'ente ferroviario nazionale decise di adottare per le locomotive a vapore surriscaldato una nuova codifica, a sei cifre. La nuova marcatura avrebbe dovuto essere composta da due gruppi di tre cifre separate da un punto, il primo indicante il gruppo di appartenenza e il secondo il numero seriale.
La nostra 68501 divenne di conseguenza 685.001.
Le locomotive erano marcate con pittura bianca sul pancone rosso frontale, e con l'apposizione di cifre in bronzo sulla fiancata. Dal 16 giugno 1919 per tutte le locomotive a vapore fu adottato lo schema del 1917. Le cifre applicate sulle fiancate vennero sostituite da una sola coppia di targhe, sempre in bronzo, di dimensione 320 per 200 millimetri, riportanti il numero del gruppo e il numero di serie. In aggiunta quasi sempre è indicato il produttore dell'unità, sulla medesima targa o su targhe aggiunte altrove (in Italia, per le locomotive a vapore, in genere sul duomo).
Durante il periodo di transizione al nuovo sistema, i numeri avrebbero dovuto essere dipinti con biacca sulle fiancate esterne della cabina.

### Diesel ed elettriche
Con l'avvento dell'elettrificazione si decise di inserire nelle sigle un elemento caratterizzante.
Dal 1919 venne aggiunta per i mezzi elettrici la lettera E e per i diesel la lettera D, che avrebbe dovuto precedere il numero di serie e da cui avrebbe dovuto essere separata da un punto. Una marcatura formalmente corretta per una macchina elettrica (ad esempio la Locomotiva FS E.464 numero 1) sarebbe quindi E.464.001.
Per i mezzi diesel bisogna inoltre considerare la potenza installata. Fino a 200 CV (147 kW) nelle FS sono denominati ufficialmente automotori, da 200 CV in su sono locomotive. Tale normativa non sempre è stata applicata correttamente. Gli automotori da manovra in genere non dovrebbero ricevere la lettera D ma la norma viene derogata per i gruppi multiruolo (che effettuano limitatamente anche treni merci) come D.236, D.141, D.143 e D.145.
Le locomotive a motore endotermico diesel delle FS traggono origine dai gruppi sperimentali D.341 e D.342 dove il 3° numero indicava il tipo di trasmissione del moto: 1 significava trasmissione elettrica, ossia il motore diesel muoveva una dinamo che produceva elettricità per i motori elettrici collegati alle ruote; 2 significava trasmissione idraulica-meccanica, ossia tramite alberi e un gruppo riduttore il moto veniva portato direttamente alle ruote.
Le locomotive diesel successive D.343, D.345, D.443, D.445 fanno parte del programma "Diesel Unificate" delle FS, infatti tutte presentano: caratteristiche estetiche simili, trasmissione elettrica (rivelatasi la più efficace), carrello monomotore. La capostipite D.343, concepita per sostituire le vaporiere nelle linee non elettrificate con armamento leggero, sostituita dalle D.345 e D.443 per maggior affidabilità e infine soppiantate dalle D.445, che con la presenza dell'impianto REC (e dalla seconda serie del telecomando da carrozza pilota) permettevano l'effettuazione di treni viaggiatori senza gli scomodi carri motogeneratori.
Ricordiamo anche la locomotiva prototipo D.442 a trasmissione idraulica, la D.461 unica locomotiva italiana a rodiggio Co'Co' (ossia con carrelli a 3 assi) e anche la sfortunata serie D.449 composta da due ex D.343 riconvertite nel 2009 e attualmente abbandonate.

### L'uso corrente
L'uso quotidiano delle marcature non sempre rispetta le convenzioni formali.
Sono dizioni accettate e diffuse, seppur non corrette a stretto rigor di norma, anche alcune varianti a quanto indicato sopra. Ad esempio, la già citata E.464.001 potrebbe comparire come:
- E464, senza punto: una forma usata ad esempio sui capitolati tecnici e sui bandi di gara più recenti emessi dall'azienda.
- E 464, con lo spazio al posto del punto: questa forma compare diffusamente sul sito internet di Trenitalia.
- E464, con la E ridotta e senza punto: compare sui panconi frontali di quasi tutti i gruppi e sulle fiancate di alcuni gruppi di veicoli, come ad esempio le E.402B in livrea biancoverde.

Dal 1º gennaio 2000 Trenitalia, subentrando formalmente alle FS, ha confermato che fa fede il numero indicato sulla targa in bronzo, per cui le altre dizioni anche se diffuse non sono precise.
Sempre secondo le normative, la targa deve rimanere a colore naturale e non dipinta. La regola, tuttavia, è stata raramente seguita tanto che alcune macchine, come le E.464, sono uscite dalla fabbrica con le targhe già colorate.

## Automotrici
Le automotrici usano un sistema di classificazione differente.
La sigla per i veicoli motore è composta dalle lettere AL (automotrice leggera), maiuscole, seguite da una terza lettera minuscola che dipende dal tipo di alimentazione. Quelle usate sono le seguenti:
- n=nafta
- b=benzina
- g=gas/gasogeno
- e=elettrica
- v=vapore.

Per i veicoli non dotati di motore (rimorchiate) la sigla AL era sostituita dalla sola L maiuscola.
Se l'automotrice comprende un bagagliaio, viene aggiunta la lettera D tra la AL (o L) e la lettera minuscola. Allo stesso modo la lettera U indica la presenza di un comparto postale, la T indica un terrazzino panoramico e la H un mezzo refrigerato per il trasporto di materiale deperibile, bc minuscolo indicava un veicolo bicorrente, attrezzato per convertire la corrente alternata trifase della linea aerea in corrente continua da indirizzare ai motori (ad es. Lebc 840).
Sono state in uso anche automotrici a scartamento ridotto (950mm, ad esempio sulla rete siciliana o su quelle coloniali), la cui sigla è preceduta dalla lettera R (ridotto) (ad es. RALn 60).
In passato si usava, per la scelta del numero del gruppo, riassumere in due modi distinti per automotrici elettriche (ALe) e automotrici termiche (e relative rimorchiate Le o Ln) due caratteristiche salienti del veicolo: 1) posti a sedere; 2) possibilità di comandare o venir comandato a distanza da un'unità similare (comando multiplo).
Questo sistema è stato spesso "forzato" a partire dagli anni ottanta del XX secolo, per cui può non esser significativo sulle ultime serie di veicoli immessi sulla rete ferroviaria.

### Automotrici elettriche e rimorchiate
Si parte dal numero dei posti a sedere, che dà le prime due cifre del gruppo. Si aggiunge una cifra progressiva e si ottiene il gruppo (tutte le ALe e Le sono attrezzate per il comando multiplo e, quindi, l'informazione sarebbe inutile). Il secondo numero di tre cifre riguarda l'immatricolazione dell'esemplare analogamente a quanto sopra visto per le locomotive elettriche (ad es. ALe 803.010 significa Automotrice Leggera elettrica con 80 posti a sedere (3° modello analogo ad altri precedenti), 10º esemplare del gruppo)

### Automotrici termiche e rimorchiate (nafta, benzina ecc.)
Per le automotrici termiche, invece, il numero dei posti a sedere dà la seconda e terza cifra del gruppo. Se l'automotrice (o la rimorchiata) è atta al comando multiplo, la prima cifra dei posti a sedere viene raddoppiata (ad es. ALn 556), se non vi è comando multiplo la prima cifra viene omessa (ad es. ALn 56).
Il secondo numero (un tempo a 3 cifre, oggi 4) indica l'immatricolazione dell'esemplare.
La prima cifra indica il costruttore secondo il seguente schema:
- 1=Fiat
- 2=Breda
- 3=OM
- 4=Ansaldo
- 5=Reggiane
- 6=altri

le altre cifre identificano l'esemplare, talvolta suddiviso in serie.
Esempi e premesse d'epoca:
1. ALb 48/64, seguite da solo tre numeri progressivi, partenti da 100, furono le prime automotrici monomotore a doppia cabina (e doppi comandi) in servizio sulle FS. Non erano accoppiabili in multiplo, ogni macchinista guidava una unità e comunicava al collega dietro, con appositi fischi, il distacco della frizione e la partenza. Solo il freno pneumatico Westhinghouse era comandato dalla prima unità. Seguirono le ALb 80 con le stesse caratteristiche, ma con 2 motori che le rendevano particolarmente veloci (130 km/h e oltre). Tutte erano inizialmente alimentate a benzina e la maggior parte, dal 1941, furono convertite a metano, per linee pianeggianti, mantenendo le medesime prestazioni, con opportune modifiche alle testate dei motori.
2. ALn 56 vennero prodotte a benzina e poi a nafta (da Fiat e Breda), non erano ancora accoppiabili in multiplo come le precedenti, ma erano migliorate (adozione 2 motori per sicurezza di marcia e soprattutto nella successiva e definitiva adozione dei motori diesel, più sicuri e non soggetti ad incendio, per il diverso carburante).
3. ALn 556.1268 indicava invece un'automotrice con 56 posti adibita al comando multiplo (raddoppio della prima cifra del numero dei posti) costruita da FIAT (1, prima cifra del secondo numero) con matricola 268.
4. ALn 448.2008 indicava un'automotrice con 48 posti adibita al comando multiplo, costruita da Breda con numero di matricola 008.
5. RALn60 indica un'automotrice a scartamento ridotto a 950 mm per la rete sicula, con trazione termica a nafta, capace di 60 posti, non accoppiabile in multiplo.

Per le ALn 668 la cifra 3 delle serie 3000, 3100 e 3300 (costruite da FIAT) non indicherà più il costruttore OM che nel frattempo avevo cessato l'attività ed era confluito in FIAT.

## Elettrotreni
Gli elettrotreni per l'alta velocità storicamente sono stati identificati con la sigla ETR, acronimo per ElettroTreno Rapido.
All'inizio il numero degli ETR identificava esattamente un determinato esemplare (ad es., l'ETR 209 era il 9º esemplare del tipo "200"). Tale sistema è stato poi applicato pari pari agli ETR tipo 220, 240, 250, 300 e ETR 400. (ad es. i 4 "Arlecchini" erano classificati ETR 251, 252, 253 e 254).
Oggi il numero del gruppo è composto generalmente da tre cifre, la cui prima rappresenta un ordine progressivo tra le diverse "generazioni", la seconda un ordine progressivo all'interno della stessa "generazione" e la terza può rappresentare un'ulteriore modifica all'interno della stessa famiglia. Ad esempio, l'ETR 485 appartiene al gruppo 4xx (i Pendolino), alla terza generazione (in questo caso identificata con le cifre tra il 6 e l'8), ma ne rappresenta una versione modificata (da cui il 5 al posto dello 0). I diversi elementi hanno poi una loro codifica a seconda della funzione che svolgono nel convoglio (ad es. BBac); i convogli infine hanno un numero progressivo (ad es. treno 15).
Eccezione all'uso delle 3 cifre è l'ETR 1000, usato per i servizi alta velocità, che usa una classificazione a 4 cifre.

## Autotreni
Il termine coniato nello stesso periodo in cui nacque elettrotreno identifica quei rotabili per servizi di livello a composizione bloccata di vari elementi la cui propulsione è fornita da uno o più motori termici. Per analogia si stabilì l'acronimo ATR (AutoTreno Rapido). L'acronimo è stato usato per la prima volta alla metà degli anni trenta quando venne immesso in servizio l'ATR 100. L'acronimo per molti anni poco usato è tornato di recente in auge per indicare vari tipi di rotabili moderni a trazione termica e composizione bloccata. La numerazione attribuita segue di massima l'uso consueto.

## Treni ibridi
Con l'introduzione da parte di Trenitalia dei nuovi treni ibridi soprannominati Blues viene introdotta la denominazione HTR acronimo per Hybrid Treno Rapido (Treno Rapido Ibrido). Questi treni vengono quindi identificati come HTR.312 o HTR.412 per le versioni da 3 o 4 casse rispettivamente. L'acronimo indica quindi quei treni a composizione bloccata con propulsione multipla, in particolare elettrica e termica, adoperate su linee parzialmente elettrificate. I nuovi HTR sono in particolare trimodali in quanto per la marcia utilizzano oltre ai motori diesel anche motori elettrici alimentati sia da catenaria che da un pacco batterie a bordo. Questo ultimo tipo di propulsione viene adoperato per i passaggi in stazione o nei centri abitati in generale, onde evitare inquinamento acustico e atmosferico.